# Чампотон (муниципалитет)
Чампото́н (исп. Champotón) — муниципалитет в Мексике, штат Кампече, с административным центром в одноимённом городе. Численность населения, по данным переписи 2020 года, составила 78 170 человек.

## Общие сведения
Название происходит от слов майянского языка: Chakán и Putum, которые можно перевести как местность саванны.
Площадь муниципалитета равна 6589,7 км², что составляет 11,5 % от общей площади штата, а наиболее высоко расположенное поселение Дос-Эрнандос находится на высоте 101 метр.
Чампото́н граничит с другими муниципалитетами штата: на севере с Сейбаплаей и Кампече, на востоке с Хопельченом и Калакмулем, на юге с Эскарсегой и Карменом, а на западе берега муниципалитета омывает Мексиканский залив.

## Учреждение и состав
1 января 1916 года, по указу губернатора, на территории штата были образованы муниципалитеты, в числе которых и Чампото́н. В 2019 году от него была отделена часть территории для создания нового муниципалитета Сейбаплая.
По данным 2020 года в его состав входит 293 населённых пункта, самые крупные из которых:
| Код INEGI                  | Населённый пункт                                                                                      | Численность населения (2005 год) | Численность населения (2010 год) | Численность населения (2020 год)         |
| -------------------------- | --- | -------------------------------- | -------------------------------- | ---------------------------------------- |
| 004                        | Всего                                                                                                 | 76116                            | 83021                            | 78170                                    |
| 0001                       | Чампотон (исп. Champotón) 19°21′22″ с. ш. 90°43′26″ з. д. (административный центр)                    | 27235                            | 30881                            | 35799                                    |
| 0564                       | Санто-Доминго-Кесте (исп. Santo Domingo Kesté) 19°29′59″ с. ш. 90°30′44″ з. д.                        | 3410                             | 3763                             | 4461                                     |
| 0432                       | Каррильо-Пуэрто (исп. Carrillo Puerto) 19°05′35″ с. ш. 90°31′25″ з. д.                                | 2662                             | 2829                             | 2934                                     |
| 0091                       | Лей-Федераль-де-Реформа-Агрария (исп. Ley Federal de Reforma Agraria) 19°03′47″ с. ш. 90°48′26″ з. д. | 2398                             | 2435                             | 2896                                     |
| 0036                       | Сихочак (исп. Sihochac) 19°30′02″ с. ш. 90°35′04″ з. д.                                               | 2631                             | 2731                             | 2756                                     |
| 0047                       | Шбакаб (исп. Xbacab) 18°56′23″ с. ш. 90°43′28″ з. д.                                                  | 1614                             | 1649                             | 1972                                     |
| 0024                       | Сан-Пабло-Пиштун (исп. San Pablo Pixtún) 19°07′54″ с. ш. 90°43′57″ з. д.                              | 1434                             | 1498                             | 1730                                     |
| 0191                       | Майя-Текун-I (исп. Maya Tecún I) 19°09′11″ с. ш. 90°30′22″ з. д.                                      | 1160                             | 1254                             | 1344                                     |
| 0035                       | Сейбаплая (исп. Seybaplaya) 19°38′22″ с. ш. 90°41′18″ з. д.                                           | 8285                             | 8711                             | вынесены в новый муниципалитет Сейбаплая |
| 0045                       | Вилья-Мадеро (исп. Villa Madero) 19°31′42″ с. ш. 90°41′57″ з. д.                                      | 3507                             | 3954                             | вынесены в новый муниципалитет Сейбаплая |
| —                          | Прочие                                                                                                | 21780                            | 23316                            | 24278                                    |
| Названия на карте Генштаба | |                                  |                                  |                                          |

## Экономическая деятельность
По статистическим данным 2000 года, работоспособное население занято по секторам экономики в следующих пропорциях:
- сельское хозяйство, животноводство и рыбная ловля — 43,8 %;
- промышленность и строительство — 15,8 %;
- торговля, сферы услуг и туризма — 39,5 %;
- безработные — 0,9 %.

## Инфраструктура
По статистическим данным 2020 года, инфраструктура развита следующим образом:
- электрификация: 98 %;
- водоснабжение: 46,6 %;
- водоотведение: 91,8 %.

## Фотографии

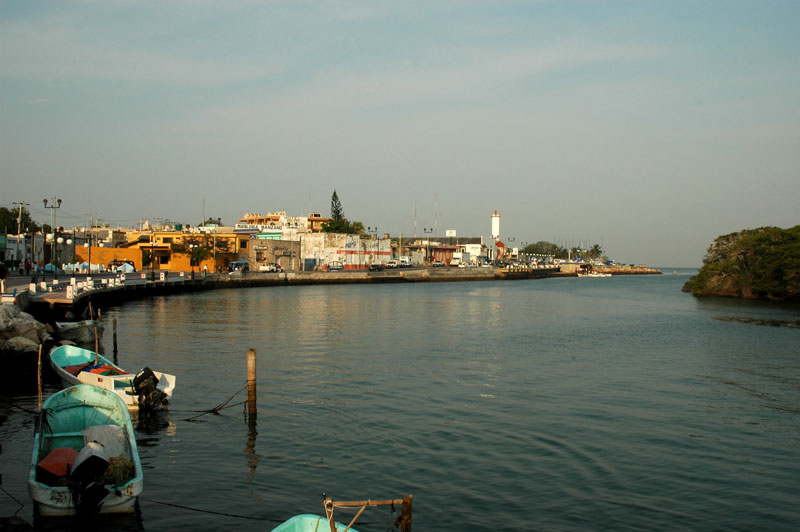
Вид на набережную Чампотона
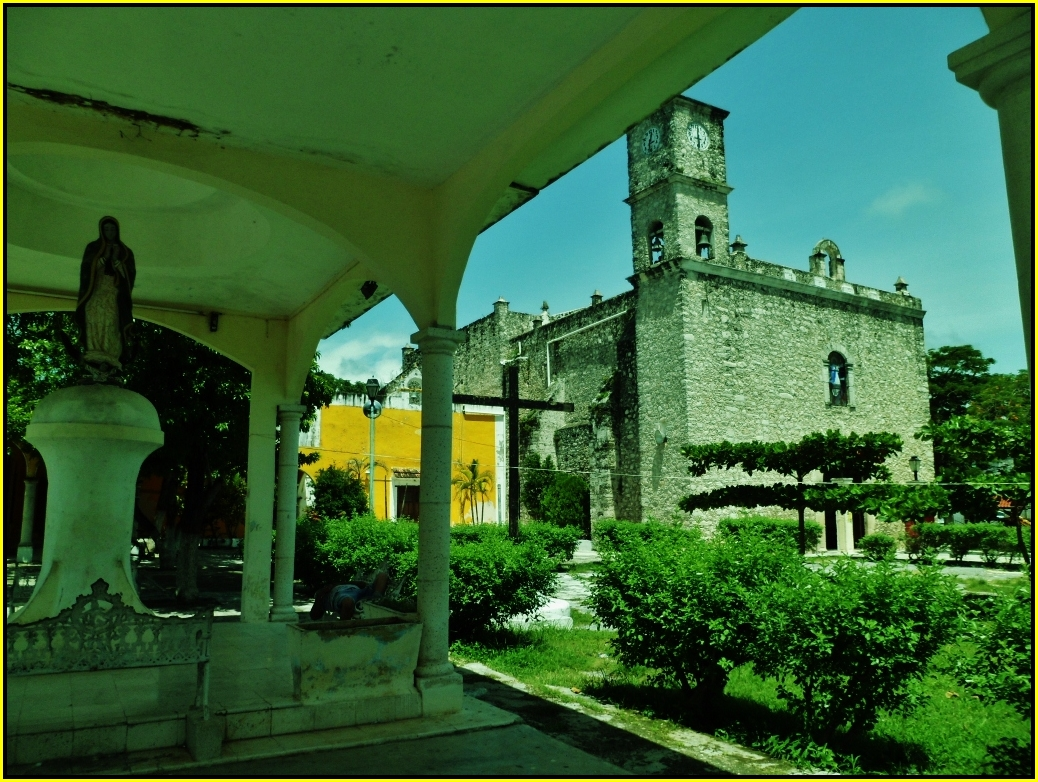
Приход Богоматери Милосердия
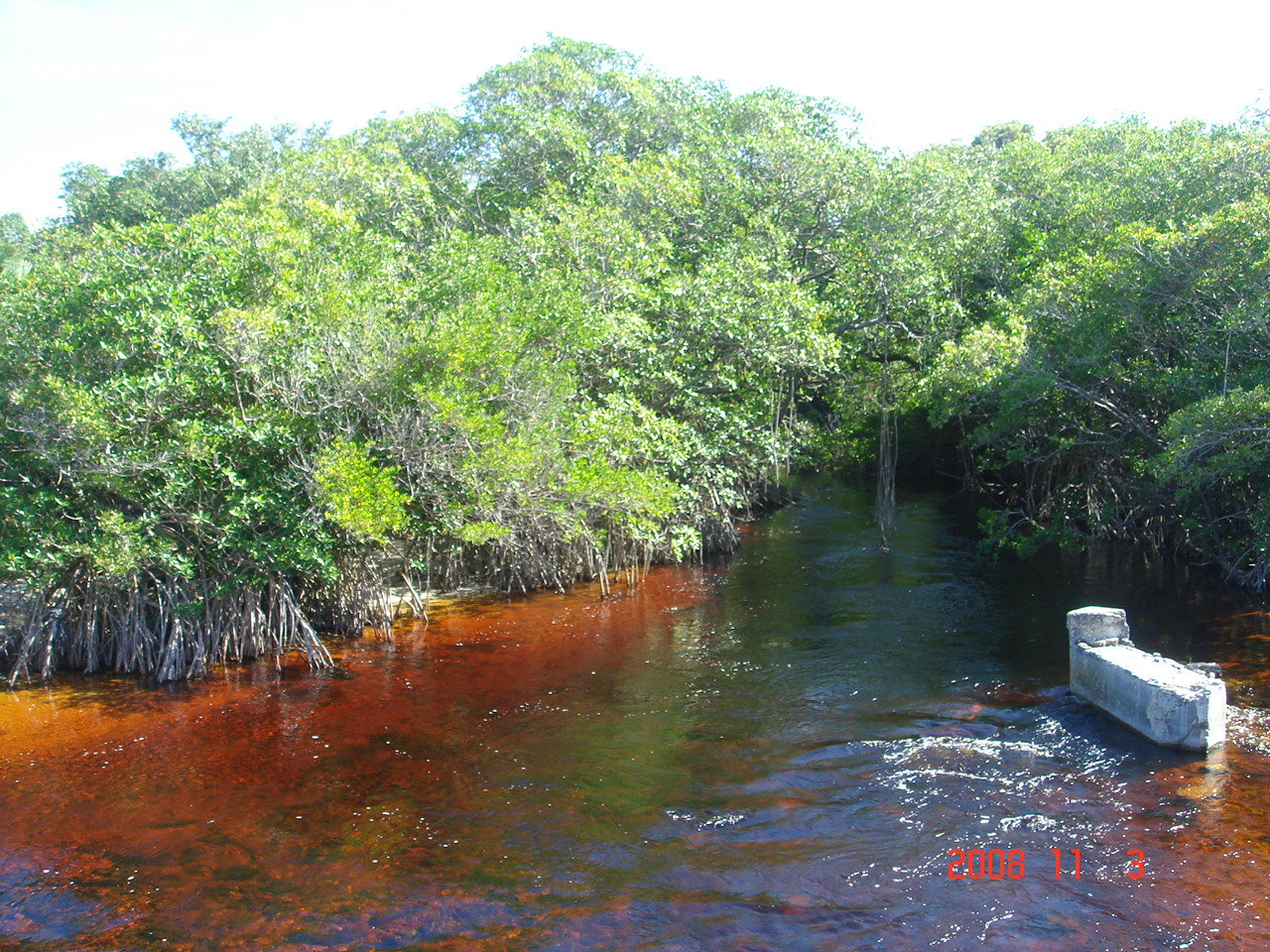
Река Ченкан